# 스페인의 로마 가톨릭 교구 목록
이 문서는 스페인의 로마 가톨릭교회 교구 목록이다. 현재 스페인에는 70개의 교구 및 대교구와 군종교구가 있다.

## 교구 목록

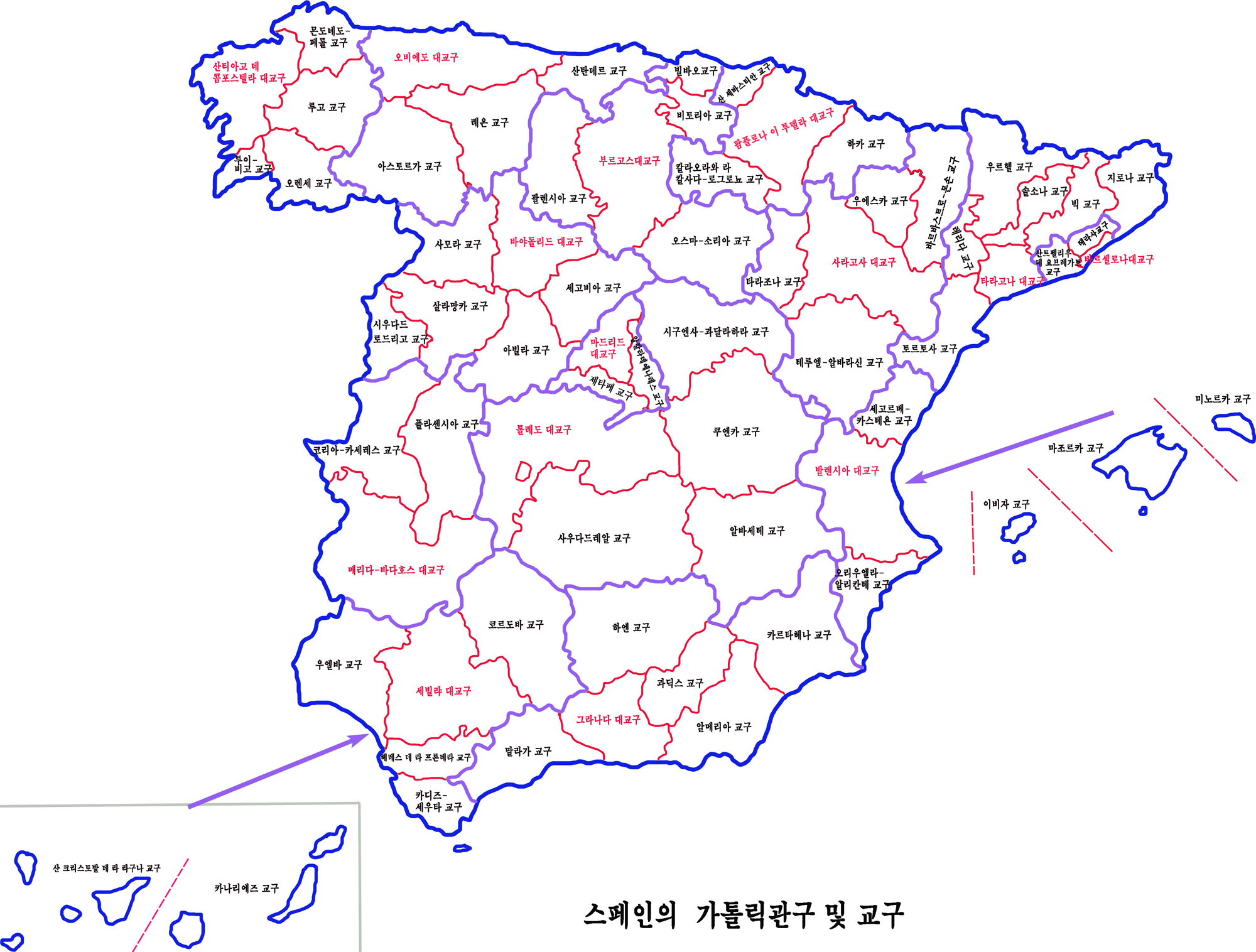
스페인 가톨릭 교구도

### 바르셀로나 관구
- 바르셀로나 대교구
- 산트펠리우 데 요브레가트 교구
- 테라사 교구

### 부르고스 관구
- 부르고스 대교구
- 빌바오 교구
- 오스마-소리아 교구
- 팔렌시아 교구
- 비토리아 교구

### 그라나다 관구
- 그라나다 대교구
- 알메리아 교구
- 카르타헤나 교구
- 과딕스 교구
- 하엔 교구
- 말라가 교구

### 마드리드 관구
- 마드리드 대교구
- 알칼라데에나레스 교구
- 제타페 교구

### 메리다-바다호스 관구
- 메리다-바다호스 대교구
- 코리아-카세레스 교구
- 플라센시아 교구

### 오비에도 관구
- 오비에도 대교구
- 아스토르가 교구
- 레온 교구
- 산탄데르 교구

### 팜플로나 관구
- 팜플로나 이 투델라 대교구
- 칼라오라와 라 칼사다-로그로뇨 교구
- 하카 교구
- 산 세바스티안 교구

### 산티아고 데 콤포스텔라 관구
- 산티아고 데 콤포스텔라 대교구
- 루고 교구
- 몬도네도-페롤 교구
- 오렌세 교구
- 투이-비고 교구

### 세빌랴 관구
- 세빌랴 대교구
- 카디즈-세우타 교구
- 산 크리스토발 데 라 라구나 교구
- 카나리에즈 교구
- 코르도바 교구
- 우엘바 교구
- 헤레스 데 라 프론테라 교구

### 타라고나 관구
- 타라고나 대교구
- 지로나 교구
- 레리다 교구
- 솔소나 교구
- 토르토사 교구
- 우르젤 교구
- 빅 교구

### 톨레도 관구
- 톨레도 대교구
- 알바세테 교구
- 사우다드레알 교구
- 쿠엔카 교구
- 시구엔사-과달라하라 교구

### 발렌시아 관구
- 발렌시아 대교구
- 이비자 교구
- 마조르카 교구
- 미노르카 교구
- 오리우엘라-알리칸테 교구
- 세고르베-카스테욘 교구

### 바야돌리드 관구
- 바야돌리드 대교구
- 아빌라 교구
- 시우다드로드리고 교구
- 살라망카 교구
- 세고비아 교구
- 사모라 교구

### 사라고사 관구
- 사라고사 대교구
- 바르바스트로-몬손 교구
- 우에스카 교구
- 타라조나 교구
- 테루엘-알바라신 교구

### 교황척 직속
- 군종대교구